# Trygław (czasopismo)
Trygław. Kwartalnik metapolityczny – czasopismo będące organem prasowym stowarzyszenia „Niklot”. 
Pierwszy numer czasopisma, z podtytułem „Sława Polsce – Sława Bohaterom!”, ukazał się jesienią 1997 roku. „Trygław” jest najdłużej ukazującym się pismem o tematyce zadrużnej i rodzimowierczej w Polsce. Redaktorem naczelnym jest Tomasz Szczepański.